# Пахомов, Николай Ильич
Николай Ильич Пахомов (17 апреля 1919 — 29 марта 1988) — советский хозяйственный, государственный и политический деятель.

## Биография
Родился в 17 апреля 1919 году в деревне Вольщина. Член КПСС с года.
С 1935 года — на хозяйственной, общественной и политической работе. В 1935—1988 годах был работником печати на Витебщине и Полесье, участник партизанского движения, политрук разведки отряда имени Ворошилова, редактор подпольной областной газеты «Гомельская правда» в годы Великой Отечественной войны, редактор речицкой районной газеты, редактор областной газеты «Гомельская праўда», заведующий кафедрой основ марксизма-ленинизма Гомельского пединститута, редактор областной газеты «Віцебскі рабочы», секретарь Витебского обкома Компартии Белоруссии, директор, ректор, профессор Минской высшей партийной школы.
Избирался депутатом Верховного Совета Белорусской ССР 8-11-го созывов.
Умер 29 марта 1988 года в Минске.

## Публикации
- Пахомов Н. И. Роль печати в борьбе Коммунистической партии Советского Союза за подъем идеологической работы в послевоенный период : диссертация ... кандидата исторических наук : Москва, 1954. 309 с.
- Пахомов Н. И.,  Дорофеенко Н. И.,  Дорофеенко Н. В.  Витебское подполье. Минск : Беларусь, 1969. 239 с